# Lycosa moulmeinensis
Lycosa moulmeinensis là một loài nhện trong họ Lycosidae.
Loài này thuộc chi Lycosa. Lycosa moulmeinensis được Frederick Henry Gravely miêu tả năm 1924.